# Spider-Man: The Manga
Spider-Man (яп. スパイダーマン) — манга о Человеке-пауке, созданная Рёити Икэгами. Выходила в ежемесячном журнале Shonen Magazine с января 1970 по сентябрь 1971 года. В манге пересказывается история Человека-паука, но действие происходит в Японии. Школьника Ю Комори (яп. 小森ユウ Комори Ю:) кусает радиоактивный паук, вследствие чего мальчик приобретает особые способности. Он сражается с такими противниками, как Ящер и Электро.
Первоначально Рёити Икэгами и продумывал сценарий, и рисовал иллюстрации, однако с развитием и усложнением сюжета написанием сценария занялся писатель Кадзумаса Хираи. Spider-Man впоследствии отклоняется от исходной американской истории, сценарий Хираи включает меньше юмора, больше драматизма, а рисунок становится реалистичнее, отражая изменения в стилистике Рёити Икэгами.
В США манга Spider-Man была опубликована Marvel Comics в 1997—1999 гг. в цензурированном формате.